# Touch and Go Records
Touch and Go is een onafhankelijk platenlabel uit Chicago. Het label behoort ondanks zijn beperkte uitgavebeleid van slechts enkele tientallen cd's per jaar samen met Sub Pop en Matador tot de grootste en meest toonaangevende labels die gespecialiseerd zijn in alternatieve rock, indierock, noise rock and mathrock.

## Historie
Touch & Go werd opgericht in 1979 in East Lansing, Michigan als een magazine dat uitgegeven werd door Tesco Vee en Dave Stimson. Samen met Necro's bassist Corey Rusk werd het label opgezet dat in 1983 werd overgedragen aan Rusk. In de jaren tachtig maakte het label naam met talloze undergroundbands die vandaag de dag een cultstatus genieten: Butthole Surfers, Killdozer, Big Black, Jesus Lizard en in de jaren daaropvolgend bands als Yeah Yeah Yeahs, Shellac, Enon, TV on the Radio.
De handelwijze van het label was aanvankelijk soortgelijk als bij Factory Records. Geen van de artiesten hebben een platencontract uitgaande van wederzijds vertrouwen. Een ander buitengewone zakelijke afspraak ligt in de royalty's. De winst uit de verkoop werd op basis van 50% / 50% verdeeld met de artiesten. Na een rechtszaak die ze verloren over de rechten van de oude albums van een van hun grootste bands uit hun stal, de Butthole Surfers zijn er wel wat contracten opgesteld, maar deze dragen nog altijd dezelfde ideële belangen uit.
Veel van de producties van het label liggen in handen van Steve Albini of worden in zijn studio opgenomen.

## Sublabel
Het label heeft een kleiner sublabel genaamd Quarterstick records. Op dit label verschenen albums van Henry Rollins, Pegboy, Mekons, The Bad Livers, Calexico, June Of 44, Mule, Rachel's, Rodan, Shannon Wright, Tara Jane O'Neil, Shipping News en anderen.

## Distributie
Naast label is Touch & Go tevens een distributeur onder meer de labels All Natural, All Tomorrow's Parties, Atavistic, Cold Crush, Dim Mak, Drag City, Emperor Jones, Estrus, 5RC, Invisible, Konkurrent, Kill Rock Stars, Le Tigre, Merge, Overcoat, Skin Graft, Suicide Squeeze, Thrill Jockey, Trance, Truckstop en Warm.